# نیروگاه برق آبی پلاویناس
نیروگاه برق آبی پلاویناس (به لاتین: Pļaviņas Hydroelectric Power Station) یک نیروگاه برقابی در لتونی است که در شهرداری آیزکراوکل واقع شده‌است.